# عمران بن محمد العمران
عمران بن محمد العمران (ولد في الرياض عام 1933م) شاعر وكاتب سعودي، تقلد عددًا من المناصب الحكومية الرفعية، وكان أهمها عضوية مجلس الشورى. وهو أول رئيس تحرير لصحيفة الرياض السعودية.

## حياته
- وُلد في مدينة الرياض عام 1352هـ/1933م ونشأ فيها.
- تلقى تعليمه العام في مدينة الرياض.
- حصل على الشهادة الجامعية من كلية اللغة العربية في الرياض عام 1377هـ/1957م، وكان ضمن أول دفعة تخرجت في الكلية.
- حصل على دبلوم الدراسات الأدبية واللغوية من معهد الدراسات العليا التابع لجامعة الدول العربية عام 1380هـ/1960م.
- عمل مديرًا لأعمال لجنة الأنظمة بالأمانة العامة لمجلس الوزراء.
- عمل مديرًا إقليميًا لمكتب العمل الرئيس بالمنطقة الشرقية التابع لوزارة العمل والشؤون الاجتماعية.
- عمل بالإعارة في الشركة الوطنية السعودية للكهرباء بالرياض.
- عمل بالإعارة في مؤسسة اليمامة الصحفية رئيسًا لتحرير صحيفة الرياض اليوم عام 1385هـ/1965م.
- عُين مديرًا عامًا لمصلحة المياه والصرف الصحي بمنطقة الرياض بين عامي 1397-1412هـ/1977-1992م وظل في هذه الوظيفة حتى تقاعده.
- اختير عضوًا في مجلس الشورى في دورتيه الأولى والثانية.[2]

## نشاطاته
- كاتب في الصحافة السعودية منذ عام 1371هـ/1951م.
- عضو مؤسس لمؤسسة اليمامة الصحفية التي تصدر صحيفة الرياض اليومية، ومجلة اليمامة الأسبوعية.
- عمل مع حمد الجاسر في تحرير صحيفة اليمامة في مرحلة صحافة الأفراد في السعودية، كما كان ينوب عن الجاسر في التحرير أحيانًا.
- هو أحد مؤسسي نادي الرياض الأدبي عام 1395هـ/1975م.
- عضو في مجلس أمناء مؤسسة حمد الجاسر الخيرية.
- عضو سابق في الهيئة العليا لتطوير مدينة الرياض.
- عضو سابق في لجنة تصنيف المقاولين.
- عضو سابق في لجنة تسمية شوارع الرياض.[3]

## الاهتمام الأدبي
"يتمثل اهتمامه الأدبي، وتوجهه الثقافي في كتابة الدراسات الأدبية، ولا سيما عن شعراء اليمامة، وقرض الشعر، وتحرير المقالات في الأدب، والنقد، والبلاغة، والإعلام، وبعض قضايا المجتمع، وهي مقالات توجيهة تهدف إلى الإصلاح والتقويم في الموضوعات التي تناولتها.
كتب دراسة مبكرة عن ابن المقرّب العيوني -شاعر الأحساء- ونشر دراسته عن ثلة من أعلام الشعر في اليمامة منذ أكثر من خمسين عامًا.
قال الشعر في مقتبل شبابه، وأقدم قصيدة في ديوانه المطبوع مؤرخة بتاريخ 2 / 3 / 1373هـ (8 / 11/ 1953م)، وهي بعنوان: (الانطلاقة الكبرى)، وأخرى نظمها في 5/ 3 / 1373هـ ( 11 / 11/ 1953م)، تحمل عنوان: (الذكر الخالد)".

## مؤلفاته
- من أعلام الشعر اليمامي، مطابع الرياض، الرياض، 1377هـ/1957م. والطبعة الثانية -منقحة ومزيدة- طبعت في مطابع دار الشبل، الرياض، 1413هـ/1992م.
- ابن مقرب: حياته وشعره، مطابع الرياض، الرياض، 1388هـ/1968م. والطبعة الثانية -منقحة ومزيدة- طبعت في مطابع الفرزدق التجارية، الرياض، 1414هـ/1994م.
- الأمل الظامئ (ديوان شعر)، الجمعية العربية السعودية للثقافة والفنون، الرياض، 1403هـ/1983م.
- هوامش أدبية (مجموعة مقالات تتصل بالشأن الأدبي والثقافي)، مطابع دار الشبل، الرياض، 1413هـ/1993م.
- شؤون وآراء (مجموعة مقالات تتناول عددُا من القضايا الاجتماعية، وشؤون الحياة والناس)، مطابع دار الشبل، الرياض، 1413هـ/1993م.[4]